# Dietmar Bittrich
Dietmar Bittrich (Pseudonym u. a.: Jost Nickel, nach eigenen Angaben; * 11. März 1958 in Triest) ist ein deutscher Schriftsteller.

## Leben
Dietmar Bittrich wurde als Kind Hamburger Auswanderer in Triest geboren. Er legte das Abitur am Hamburger Christianeum ab.
Er ist Verfasser von erzählerischen Werken, Satiren, Theaterstücken und Hörspielen. Gelegentlich hat er für den Rheinischen Merkur Beiträge geschrieben. 1988 nahm er am Ingeborg-Bachmann-Wettbewerb in Klagenfurt teil.
Bittrich lebt in Hamburg.

## Auszeichnungen
1991 erhielt Bittrich den Hamburger Literaturpreis, 1999 den Hamburger Satirepreis.

## Werke
- Bett und Schrank – Schrank und Bett. Reinbek bei Hamburg 1983 (unter dem Namen Jost Nickel)
- In der Bibliothek. Reinbek bei Hamburg 1983 (unter dem Namen Jost Nickel)
- Dosen. Reinbek bei Hamburg 1984 (unter dem Namen Jost Nickel)
- Nachtausgang. Hamburg 1988 (unter dem Namen Jost Nickel), Svato, ISBN 978-3-924283-14-8.
- Herz und Nieren. Köln 1989
- Rungholt. Hamburg 1990
- Zwerge. Hamburg 1993, Svato, ISBN 978-3-924283-27-8.
- Das Gummibärchen-Orakel. 1998, Goldmann, ISBN 978-3-442-44164-8.
- Männerschreck. Köln 1996 (zusammen mit Lothar Schöne), Kiepenheuer und Witsch, ISBN 978-3-462-02549-1.
- Das Liebesspiel der Sterne. Bielefeld 1997, Pendragon, ISBN 978-3-929096-50-7.
- Der tödliche Rasierspiegel. 33 seltsame Morde. Leipzig 1997 (unter dem Namen Jost Nickel), Reclam, ISBN 978-3-379-01594-3.
- Der tödliche Rasierspiegel. Wie man lästige Verwandte loswird. 2005, dtv Verlagsgesellschaft, ISBN 978-3-423-20809-3.
- Die Nacht der Nächte. Leipzig 1998 (unter dem Namen Jost Nickel), Reclam, ISBN 978-3-379-01647-6.
- Der bitterböse Weihnachtsmann. Hamburg 1999, Hoffmann und Campe, ISBN 978-3-455-00384-0.
- Mann oh Mann. Hamburg 1999, Hoffmann und Campe, ISBN 978-3-455-10372-4.
- Hamburger Liebschaften. Hamburg 2000, Svato, ISBN 978-3-924283-56-8.
- Das Osterkomplott. Hamburg 2000, Hoffmann und Campe 2000, ISBN 978-3-455-08267-8.
- Das Schloss der Schicksale. Das königliche Orakelspiel, Bielefeld 2000, Pendragon 2000, ISBN 978-3-934872-01-1.
- Das Gummibärchen-Tarot. Bielefeld 2001, Goldmann 2002, ISBN 978-3-442-45390-0.
- Die Weihnachtsgeschichte der Gummibärchen. Bielefeld 2001, Pendragon 2001, ISBN 978-3-934872-13-4.
- Dann fahr doch gleich nach Haus! Hamburg 2002, Hoffmann und Campe 2002, ISBN 978-3-455-09352-0.
- Die Erleuchteten kommen. München 2002 (zusammen mit Christian Salvesen), Goldmann 2002, ISBN 978-3-442-21612-3.
- Das Gummibärchen-Orakel für Kinder. Bielefeld 2003, Pendragon 2003, ISBN 978-3-934872-61-5.
- Die Freie Liebesgeschichte der Hansestadt Hamburg. Hamburg 2004, Hoffmann und Campe 2004, ISBN 978-3-455-00386-4.
- Die Liebesaffären einer Stadt. 2006, Piper, ISBN 978-3-492-24644-6
- Das Gummibärchen-Orakel der Liebe. Reinbek bei Hamburg 2004/Rowohlt Taschenbuch 2004, ISBN 978-3-499-61928-1.
- Das Weihnachtshasser-Buch. Reinbek bei Hamburg 2005/Rowohlt Taschenbuch 2005, ISBN 978-3-499-62072-0.
- Froschkönig küsst Dornröschen. Coppenrath 2006, ISBN 978-3-8157-6826-6.
- Patentrezept Mann/Patentrezept Frau. Coppenrath 2006, ISBN 978-3-8157-4266-2.
- Urlaubsreif. Hoffmann und Campe 2006, ISBN 978-3-455-40008-3.
- Achtung, Gutmenschen!, Rowohlt Taschenbuch 2007, ISBN 978-3-499-62264-9.
- Ungleiche Paare. Die Leidenschaft der Gegensätze. Hoffmann und Campe 2010, ISBN 978-3-455-40257-5.
- 1000 Orte, die man knicken kann. Rowohlt Taschenbuch 2010, ISBN 978-3-499-62626-5.
- Einschlafbuch für Wutbürger. 2012, dtv Verlagsgesellschaft, ISBN 978-3-423-34716-7.
- Engel, die durchs Zimmer fliegen, kannst du mit Fliegenklatschen kriegen. 2012, dtv Verlagsgesellschaft, ISBN 978-3-423-34744-0.
- Der große Kotz. 2014, Rowohlt Taschenbuch, ISBN 978-3-499-63054-5.
- Müssen wir da auch noch hin? Kurze Geschichten vom Reisen, dtv Verlagsgesellschaft, München 2019, ISBN 978-3-423-21788-0.

## Herausgeberschaft
- Die Entjungferung zu Braunschweig. Hamburg 1988 (unter dem Namen Jost Nickel), rororo, ISBN 978-3-499-12185-2
- Böse Sprüche für jeden Tag. München 2003, dtv Verlagsgesellschaft, ISBN 978-3-423-20676-1.
- Karl Renz und Dietmar Bittrich: Das Buch Karl. Bielefeld 2003, Kamphausen Media GmbH, ISBN 978-3-933496-76-8.
- Böse Sprüche für sie & ihn. München 2004, dtv Verlagsgesellschaft, ISBN 978-3-423-20761-4.
- Böse Bauernsprüche für jeden Tag. München 2005, dtv Verlagsgesellschaft, ISBN 978-3-423-20860-4.
- Wilhelm Busch: Sexy Stories. München 2006, dtv Verlagsgesellschaft, ISBN 978-3-423-20900-7.
- Wie man sich und anderen das Leben schwer macht. München 2006, dtv Verlagsgesellschaft, ISBN 978-3-423-20951-9.
- Weihnachten mit der buckligen Verwandtschaft. Rowohlt, Reinbek bei Hamburg, 2012, ISBN 978-3-499-63014-9.
- Aber erst wird gegessen. Schon wieder Weihnachten mit der buckligen Verwandtschaft. Rowohlt, Reinbek bei Hamburg, 2013, ISBN 978-3-499-63050-7.
- Opa kriegt nichts mehr zu trinken! Neue Weihnachtsgeschichten mit der buckligen Verwandtschaft. Rowohlt, Reinbek bei Hamburg, 2014, ISBN 978-3-499-62909-9.
- Diesmal bleiben wir bis Silvester! Immer wieder Weihnachten mit der buckligen Verwandtschaft. Rowohlt, Reinbek bei Hamburg, 2015, ISBN 978-3-499-63115-3.
- Die bucklige Verwandtschaft - Driving Home for Christmas. Rowohlt, Reinbek bei Hamburg, 2017, ISBN 978-3-499-63316-4.
- Die größten Weisheiten der Welt und ihr noch weiseres Gegenteil. München, 2017, ISBN 978-3-423-34912-3.
- Blut ist dicker als Glühwein. Schon wieder Weihnachten mit der buckligen Verwandtschaft. Rowohlt, Reinbek bei Hamburg, 2018, ISBN 978-3-499-63425-3.
- Was macht der Mann da unterm Baum? Immer wieder Weihnachten mit der buckligen Verwandtschaft. Rowohlt, Hamburg, 2019, ISBN 978-3-499-00102-4.
- Hol Oma von der Bowle weg! Neue Weihnachtsgeschichten mit der buckligen Verwandtschaft. Rowohlt, Hamburg, 2020, ISBN 978-3-499-00471-1.
- Ohne euch wär’s super hier. Urlaub mit der buckligen Verwandtschaft. Rowohlt, Hamburg, 2021, ISBN 978-3-499-00360-8.
- Morgen, Helga, wird’s was geben. Endlich wieder Weihnachten mit der buckligen Verwandtschaft. Rowohlt, Hamburg, 2021, ISBN 978-3-499-00786-6.
- Lallende Tanten überall. So viel Weihnachten mit der buckligen Verwandtschaft war noch nie. Rowohlt, Hamburg, 2022, ISBN 978-3-499-01014-9.
- Deine Mutter braucht mehr Punsch! Immer wieder Weihnachten mit der buckligen Verwandtschaft. Rowohlt, Hamburg, 2023, ISBN 978-3-499-01305-8.
- Da ist ja noch das Preisschild dran. Schon wieder Weihnachten mit der buckligen Verwandtschaft. Rowohlt, Hamburg, 2024, ISBN 978-3-499-01583-0.

## Hörbuch
- Opa kriegt nichts mehr zu trinken! – Neue Weihnachtsgeschichten mit der buckligen Verwandtschaft. Argon Verlag GmbH, 2015

## Übersetzungen
- Barrie Hesketh: Lieber Mr. Shaw. Frankfurt am Main 1987.